# Parcul Național Mungo

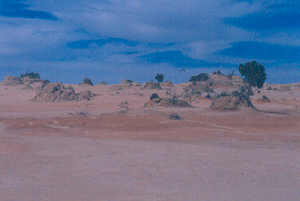

Parcul Național Mungo (engl. Mungo National Park) este situat în sud-vestul statului  New South Wales din Australia.
El se află la 743 km, vest de Sydney în regiunea  Balranald. Parcul aparține de Regiunea lacurilor Willandra cu suprafața de 2400 km², unde se află 17 lacuri secate și care este declarat patrimoniu mondial UNESCO. Regiunea cea mai reprezentativă a parcului este lacul Lake Mungo. Parcul prezintă o importanță mai mare din punct de vedere arheologic. aici fiind făcute o serie de descoperiri interesante, ca de pildă aici s-a găsit urmele celei mai vechi înmormântări rituale. Pe malul unuia dintre lacurile secate s-a găsit în lutul uscat cele mai vechi (cu 20 000 de ani în urmă) urme ale unui picior omenesc.